# リバモア (カリフォルニア州)
リバモア（Livermore）は、アメリカ合衆国カリフォルニア州のアラメダ郡にある都市。人口は8万7955人（2020年）。サンフランシスコから東へ60kmの位置にある。ワインの生産が盛んである。1977年に千葉県四街道市（当時印旛郡四街道町）と友好都市提携を行った。

## 地理
リバモアは北緯37度41分8秒、西経121度45分51秒 (37.685496, -121.764096)に位置している。
アメリカ合衆国統計局によると、この都市は総面積69.74 km2 (26.93 mi2) である。このうち69.73 km2 (26.92 mi2) が陸地で水地域はほとんど存在しない。

## 人口動勢
2000年現在の国勢調査で、この都市は人口73,345人、26,123世帯、及び19,513家族が暮らしている。人口密度は1,183.9/km2 (3,065.8/mi2) である。429.5/km2 (1,112.3/mi2)の平均的な密度に26,610軒の住居が建っている。この都市の人種的構成は白人81.90%、アフリカン・アメリカン1.57%、先住民0.61%、アジア5.80%、太平洋諸島系0.28%、その他の人種5.34%、及び混血4.51%である。人口の14.37%がヒスパニックまたはラテン系である。人口は約7万3000人と四街道市（人口約8万6000人）より若干少ない。
この都市内の住民は28.1%が18歳未満の未成年、18歳以上24歳以下が7.1%、25歳以上44歳以下が35.1%、45歳以上64歳以下が22.1%、及び65歳以上が7.5%にわたっている。中央値年齢は35歳である。女性100人ごとに対して男性は100.0人である。18歳以上の女性100人ごとに対して男性は98.4人である。
この都市の世帯ごとの平均的な収入は75,322米ドルであり、家族ごとの平均的な収入は82,421米ドルである。男性は59,703米ドルに対して女性は38,389米ドルの平均的な収入がある。この都市の一人当たりの収入 (per capita income) は31,062米ドルである。人口の5.3%及び家族の3.8%の収入は貧困線以下である。全人口のうち18歳未満の7.0%及び65歳以上の1.5%は貧困線以下の生活を送っている。

## 産業
エネルギー省所有のローレンスリバモア国立研究所とサンディア国立研究所カリフォルニア支部があり、市の多くの雇用を占めているが、放射性物質による汚染が深刻な問題となっている。
リバモア・ヴァレーはワインの産地として知られている。

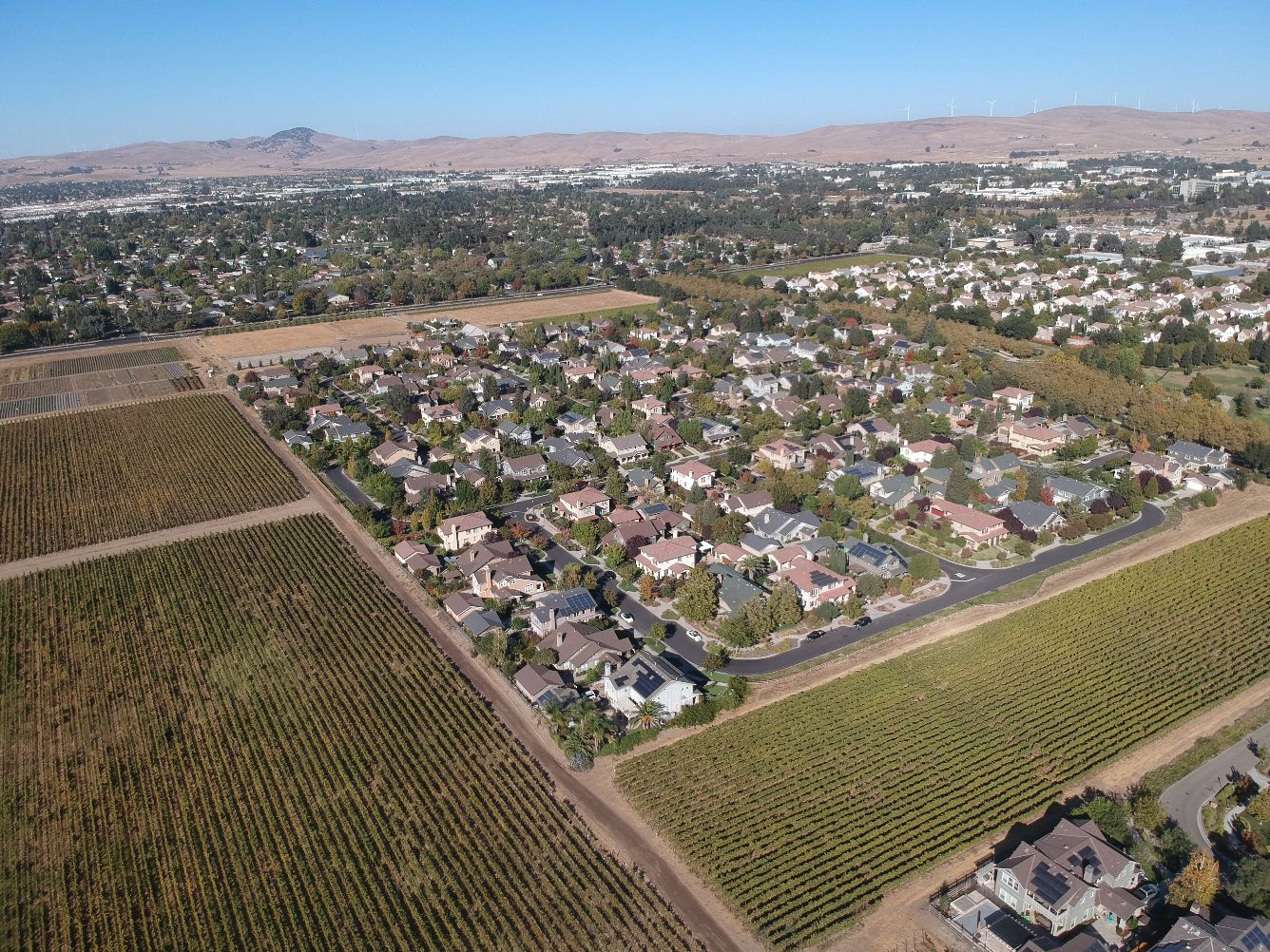
ブドウ畑と住宅地

## 姉妹都市
リバモアは Sister Cities International によって指定された、3つの姉妹都市を有している：
- ケツァルテナンゴ, グアテマラ
- Snezhinsk, ロシア
- 四街道市, 日本（千葉県）